# Tienen
Tienen (pronunciación en neerlandés: /ˈtinə(n)/; en francés: Tirlemont) es una ciudad y municipio en la provincia del Brabante Flamenco, en Flandes, Bélgica. El 1 de enero de 2018, tenía una población total de 34 675 habitantes. El área total es de unos 72 km², lo que da una densidad de población de 483 habitantes por km².
Tienen es conocido en Bélgica como el centro de producción de azúcar. La enorme fábrica de procesamiento de remolacha azucarera, la refinería de azúcar de Tienen (Tiense Suikerraffinaderij - Raffinerie Tirlemontoise), se encuentra en el extremo este de la ciudad. La empresa Citrique Belge es uno de los mayores productores de ácido cítrico. Tienen tiene una instalación para hacer lámparas de ahorro de energía de Havells-Sylvania.
Otros datos notables sobre Tienen incluyen el edificio de la estación de tren, que es el más antiguo de Bélgica que aún se está utilizando y la rotonda inversa.
Tienen también es bien conocido por su festival de rock de verano Suikerrock.
Otros hitos culturales incluyen la piscina y el centro comunitario local.

## Historia

### Prehistoria

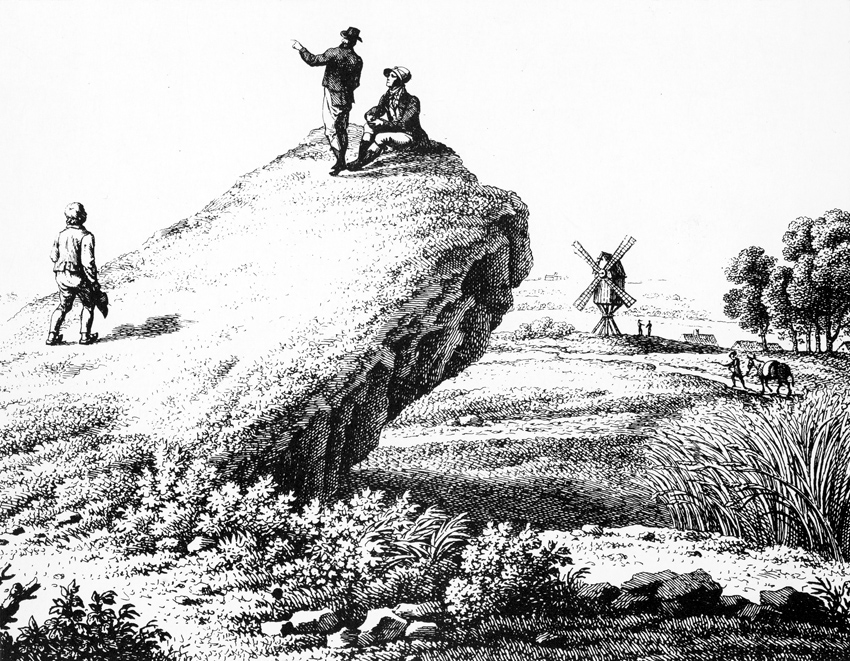
El menhir Lovensteen de Tienen, grabado de Ronck (1800-1834)

La región registra datos de ocupación que datan del Mesolítico (hacia el X milenio a. C.), en especial herramientas de piedra fabricadas con cuarcita de Overlaar y cuarcita de Wommersom. En Bostveld (territorio de Hakendover) existió un menhir, llamado por los lugareños: Lovensteen (piedra del león),  del cual ya no quedan rastros, pero visible hasta mediados del siglo XIX, según los grabados contemporáneos. 

### Pueblos galos
Julio César en sus "Comentarios" situó a la región de Tienen en el territorio de los eburones. Los historiadores, sin embargo, consderan que Tienen era más bien un área fronteriza entre estos y los aduáticos; el actual distrito de Avendoren, en la margen izquierda del río Gete, es la forma moderna de Eburonnadurum, cuyo segundo elemento, durum, es la forma latina del término galo para un sitio fortificado, por lo cual se trata de la "fortaleza de los Eburones". En cuanto a Aandoren y Hakendover, en la margen derecha del Gete, son considerados como antiguos puestos militares de los aduáticos.

### Imperio romano
Los romanos ocuparon la región como parte de la conquista de las Galias. Tienen se convirtió en un cruce de caminos, el más importante de los cuales conducía la importante ciudad romana de Colonia, en la margen izquierda del Rin y las fortalezas del limes germanicus. A la vera de las rutas se desarrollaron pequeños asentamientos, vicus, de los que se destacan dos; el de Avendoren, el principal, y el de la actual colina de Sint-Germanus (San Germán), un lugar mucho más defendible ante eventuales ataques. 
En el área de la ciudad se han hallado hasta 26 grupos de túmulos, de los cuales se destaca el conocido como Drie Tommen, donde se realizaron importantes hallazgos. Las excavaciones de 1998 revelaron una enorme necrópolis galorromana y un mithraeum, un templo dedicado a Mitra, dios adorado especialmente por los soldados romanos. Se trata, por cierto, del único santuario de este tipo en el Benelux y el más septentrional. A la luz de estos descubrimientos, es evidente que Tienen fue, en la época romana, un destacado centro residencial con una importante presencia militar. 

### Alta Edad Media
Los francos invadieron la región a finales del siglo III, irrumpiendo a través del limes, bien por medio de expediciones de saqueo, como parte del los ejércitos imperiales o pacificamente. Los francos ripuarios se establecieron entre el Gete y el Dyle, los francos salios, por su parte, ocuparon la margen izquierda de este último. Siglos más tarde, estos tempranos asentamientos parecen haber influido en la división eclesiástica, porque coincidieron con ella las diócesis de Lieja y Cambrai;Tienen estaba en la frontera pero pertenecía, como Tongeren, a Lieja.
Desde esta ciudad, Tongeren, tuvo lugar la cristianización de la región de Tienen, el más importante de los misioneros fue, hacia el 300, Martín, obispo de Tongeren (reemplazado en la devoción local por su homónimo más famoso, Martín de Tours). La Sint-Martinuskapel (capilla de San Martín) en Avendoren, un edificio románico construido sobre el vicus galorromano original, es la iglesia más antigua de la ciudad y probablemente databa de antes del 800; fue desamortizada durante la dominación francesa en 1798 y demolida dieciocho años después.
La mención más antigua del nombre de la ciudad; Tienen, aparece en un acta de Carlos el Calvo fechada el 20 de abril de 872, que se conserva en el cartulario de los benedictinos de Saint-Germain-des-Prés en París, en una transcripción del siglo XII: allí se nombra a la "villa vel abbatia Thuinas dicta' (villa y abadía llamada Thuina) entre las posesiones de la abadía central de París, indicándose que se encuentra: "in partibus quoque Austrasiorum, in pago scilicet Hasbanio"', es decir en Austrasia, condado de Hesbaye.  Sin embargo, la carta original carece de esta mención, por lo es considerada una interpolación por los historiadores, aunque puede vincular a la Sint-Germanuskerk (Iglesia de San Germán) de Tienen con Saint-Germain-des-Prés en París.
Tienen se menciona, esta vez sin ambigüedades, en la biografía de Santa Amalberga escrita por el abad Teodoro de Sint-Truiden alrededor de 1100. Amelberga, quien vivió en el siglo VIII, huye de los soldados de su pretendiente, un tal Karel (Carlos Martel o, como afirman fuentes posteriores, Carlomagno), En un puente derruido sobre el río Gete, Amalberga está en peligro de ser capturada, pero los residentes de la "villa Tienas" (asentamiento de Tiena) corren en su ayuda y alejan a sus perseguidores; Teodoro dice de ellos: "Erat turba non modica", es decir, "no eran pocos", lo que puede indicar que en tiempos de Amalberga, o por lo menos de la fuente deTeodoro, Tienen era un centro residencial fortificado a orillasd del Gete, lo que indicauna continuidad entre el vicus galorromano y la temprana ciudad medieval .

### Bajo el dominio de Lieja y de Brabante
En 987, el príncipe obispo Notker de Lieja recibió la región entre los ríos Dyle y Gete en préstamo del emperador Otón III. El territorio correspondía al condado de Brunengeruz o Brugeron con Tienen como capital.Lamberto I, el primer conde de Lovaina, anexó pudo anexar Brunengeruz a su territorio después de derrotar al príncipe obispo Baldrick II en los campos entre Tienen y Hoegaarden el 10 de octubre de 1013. Como fortaleza avanzada del Brabante frente a Lieja, Tienen recibió inmediatamente los derechos de ciudad y se construyó una fortificación alrededor de la colina de San Germán. A principios del siglo XII se construyó sobre ellos la Torre románica de Saint Germain; la pila bautismal de la iglesia data de 1149.

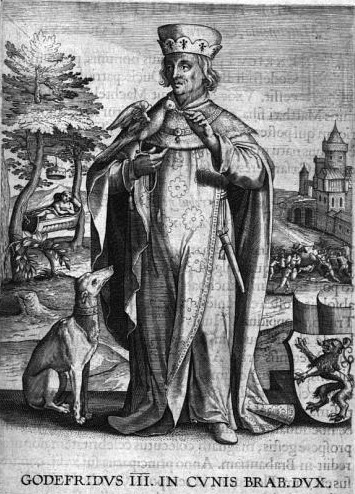
Godofredo III de Lovaina

El trato preferencial que Tienen recibió de Godofredo III ,- la carta de libertad de Tienen de 1168 es la más antigua del Brabante, hizo que la ciudad fortificada fuera doblemente atractiva para los residentes, por lo que la población creció rápidamente. En 1194, la muralla original alrededor de la colina fue abandonada para dar paso a un anillo fortificado más amplio alrededor de la creciente ciudad. La actual Oude Vestenstraat (antigua calle de Vesten) es un vestigio de estas murallas. El beguinaje de la ciudad se fundó a mediados del siglo XII y fue uno de los más florecientes de la Edad Media. En 1180, San Alberto de Lovaina , obispo de Lieja de la que Tienen dependía eclesiásticamente, fundó el capítulo de San Germán, que organizó la educación pública de la villa. Todo esto convirtió a Tienen en una importante ciudad del Brabante y, junto a Bruselas, Lovaina, Amberes y Bolduque, fue uno de los cinco distritos del poderoso Ducado de Brabante.

### sigloXIII
Tienen fue saqueada en 1213 por el ejército de Brabante, al mando del duque Enrique I el Batallador, quien sin embargo otorgó a la ciudad todo tipo de privilegios y aumentó el capítulo de los canónigos de Saint Germain, lo que promovió la educación pública. Al ser el punto más oriental del ducado, situado en la importante ruta comercial a Renania, Tienen fue de gran importancia estratégica; era una barrera contra el hostil principado de Lieja y controlaba el tráfico de mercancìas, por lo cual se convirtió en una de las ciudades medievales más florecientes con una importante industria textil cuyos géneros se exportaban a Francia, Inglaterra y el Imperio. La ciudad incluso contaba con una ceca, lo que indica su prosperidad. Las monedas de Tiense llevaban la cruz de Brabante en el anverso y el agnus Dei, el sello de Tienen, en el reverso.
Varias órdenes monásticas se establecieron en Tienen y la ciudad contó con importantes organizaciones benéficas: la Mesa del Espíritu Santo (1250), el Hospital St. John (1200) y el Leproso de Danebroeck (1200). En la abadía de Nazareth, cerca de Lier, residió Beatriz de Nazaret quien escribió entre 1232 y 1233 un tratado en flamenco medieval, titulado De los siete grados del amor, el primer escrito místico femenino en lengua vulgar.
Con su victoria en la batalla de Worringen (1288), el duque Juan I, el Victorioso pudo poner fin a la política hostil de Lieja, el ducado de Limburgo fue anexado a Brabante y, por lo tanto, este estado pudo controlar la ruta comercial de este a oeste a través de Flandes. Esta importante victoria se debió a los aguerridos ejércitos comunales de Tienen y demás ciudades del ducado; el ejército de Tienen, soldados de infantería y arqueros, estaba bajo el mando del alcalde Gilles Van den Berghe. Jan van Heelu, nacido en Helen-Bos entre Tienen y Zoutleeuw, y caballero de la orden teutónica, luchó junto a los brabanzones y escribió la crónica de la batalla en verso, la cual según la tradición, fue compuesta para la instrucción de Margarita de Inglaterra, prometida de Juan II, hijo y heredero del duque. Por sus aportes a la batalla, Tienen fue recompensada por el duque con una carta (24 de febrero de 1291) que le dio a la ciudad un alto grado de autogobierno y también el derecho a establecer mercados públicos. A Tienen se le permitió usar el Sigillum Opidi Thenensis, sello del gremio de tejedores, con un cordero como símbolo de la lana, como emblema de la ciudad, privilegio que solo recibían las comunas libres.

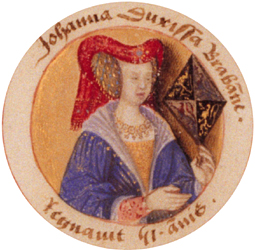
Juana duquesa de Brabante y de Limburgo entre 1355 y 1406.

El aumento constante de la población requirió un cinturón de murallas mayor, en 1300 se completaron las nuevas fortificaciones con la construcción de Borchgracht y Nieuwe Poort, esta última también llamada Begijnenpoort porque se erigió cerca del beguinaje. El duque Juan II tuvo en gran estima a la ciudad y le otorgó más privilegios; además hizo construir en ella una de sus residencias, donde vivió largo tiempo su nieta, la duquesa Juana.

### sigloXIV
Además del poderoso gremio de tejedores, también florecieron en Tienen numerosas corporaciones, las cuales se rebelaron contra el patriciado urbano, Después de la batalla de las Espuelas de Oro (1302), durante la cual el duque de Brabante apoyó al monarca francés Felipe el Hermoso, las ciudades flamencas protestaron contra el duque, encabezadas por sus gremios. El soberano las reprimió duramente, derrotó a los gremios alzados en armas en Vilvoorde e hizo enterrar vivos en Bruselas y Lovaina a sus líderes como castigo. En una carta de 1306 ordenó al alcalde y magistrados de Tienen que tomen medidas estrictas en su nombre contra cualquier gremio rebelde. 
No obstante, a principios del siglo XIV, la ciudad estaba en el apogeo de su poder; en la famosa carta de Kortenberg (1312), el duque Juna II otorgó amplios privilegios a seis ciudades del Brabante en su Consejo: Bruselas, Lovaina, Amberes, Bolduque, Zoutleeuw y Tienen.
El estallido de la peste a mediados de ese siglo sería un duro golpe para la ciudad y desencanaría también una feroz persecución de los judíos, vistos como causantes de la plaga. No obstante, Tienen amplió sus fortificaciones una vez más con ocho nuevas puertas (incluidas Leuvense Poort, Kabbeekse Poort y Naamse Poort) y torres reforzadas (Slicksteen, Schrans o Rondut y la torre Geet en el beaterio). Por lo tanto, la ciudad estaba bien equipada para cumplir la tarea que le asignó el Blijde Inkomst (1356): mantener y proteger la vía comercial Colonia-Brujas. Sin embargo, las fortificaciones de Tienen contribuirían a su declive. La ciudad se convirtió en un polo de atracción para todos los enemigos del Ducado que atacarían, saquearían y destruirían Tienen en una larga sucesión desde 1365 en adelante.
Juana de Brabante sucedió a su padre, el duque Jan III, en 1355. Acababa de ser recibida triunfalmente en Tienen cuando un primer enemigo asaltó las murallas de la ciudad (1365). Luis de Malé, conde de Flandes y cuñado de Juana, tomó Tienen por la fuerza, como hizo con Bruselas, Lovaina, Zoutleeuw y Nivelles. El conde de Flandes pidió una indemnización porque Juana y su marido, Wenceslao de Luxemburgo, no querían cumplir con el acuerdo de herencia acordado a la muerte del duque Juan III. Se llegó a un compromiso: Lodewijk van Male consiguió Amberes y se le permitió usar el título de duque de Brabante. Lovaina, Bruselas, Nivelles y Tienen tenían que suministrar 25 soldados armados para su ejército cada año. Tienen también tuvo que pagar un subsidio de 900.000 ovejas a Wenceslao porque la ciudad había jurado lealtad a Luis de Malé durante su ocupación. Tienen estaba al borde de la bancarrota y no ayudó cuando Juana convirtió la deuda en interés perpetuo: la ciudad no podía salir de la deuda.

### Casa de Borgoña
A la muerte de Juana de Bravante, El ducado fue anexionado por Antonio de Borgoña. En 1482, a la muerte de María, su marido Maximiliano I, se hizo cargo de la regencia en nombre de su hijo Felipe. La ciudad quedaba unida a los Países Bajos de los Habsburgo.

### sigloXVIyXVII
Durante este siglo la ciudad sufrió mucho, debido al estallido de la guerra de los Ochenta Años. La ciudad permaneció en poder de los Países Bajos Españoles, en 1635 fue invadida por los ejércitos neerlandeses en colaboración con Francia. La ciudad fue saqueada y quemada, pero tras la victoria española en el sitio de Lovaina, la villa fue recuperada por las tropas hispanas. En 1706, tras la batalla de Ramillies, la ciudad fue ocupada por las tropas de la Alianza de La Haya y en 1714 pasó a formar parte de los Países Bajos Austríacos.

### La última victoria de Dumouriez
A finales del siglo XVIII, bajo el nombre francés de Tirlemont, la ciudad fue el escenario de una batalla a pequeña escala durante las Guerras revolucionarias francesas. El ejército republicano francés del general Carlos Francisco Dumouriez se reunió y rechazó al ejército austriaco del Josías de Sajonia-Coburgo-Saalfeld el 16 de marzo de 1793. Para el veterano Dumouriez, el héroe de Valmy y Jemappes, esta iba a ser la última victoria. En una semana, su ejército sufrió derrotas tan catastróficas que el vencedor de Tirlemont desertó infame a los realistas por el resto de su vida.

## Geografía
Se encuentra ubicada en la región natural de Hesbaye y esta regado por el Grote Gete.

### Secciones del municipio
El municipio comprende los antiguos municipios, que se fusionaron en 1977:
| - Tienen - Bost - Goetsenhoven - Hakendover - Kumtich - Oorbeek - Oplinter - Sint-Margriete-Houtem - Vissenaken |

## Demografía

### Evolución
Todos los datos históricos relativos al actual municipio, el siguiente gráfico refleja su evolución demográfica, incluyendo municipios después de efectuada la fusión el 1 de enero de 1977.
| Gráfica de evolución demográfica de Tienen entre 1846 y 2020 |
|                                                              |